# Norges Statsbaner
Norges Statsbaner (Norské státní dráhy, běžně známa jako NSB) byla norská železniční společnost. Jejím vlastníkem byla norská vláda. Společnost byla největším dopravcem v Norsku, protože pod její správu spadalo také několik dceřiných společností jako například NSB Gjøvikbanen AS či Nettbus, které byly také dopravními firmami. Nákladní doprava byla oddělena do samostatné společnosti CargoNet. Dříve NSB vlastnila a spravovala tratě i nádražní budovy, tato pravomoc pak přešla na vládní agenturu Jernbaneverket.

## Historie společnosti

### Časové období 1854–1883
První norskou železnicí byla trať mezi městy Oslo a Eidsvoll, která byla otevřena 1. září 1854. Tato trať byla dlouhá 68 km a byla projektována na standardní rozchod kolejí. Celá trať končila u jezera Mjøsa a poté cestující mohli pokračovat parníkem až do Lillehammeru. Tato trať byla zkonstruována britskými inženýry a stavba byla financována britskou a norskou vládou. Tento projekt byl, i přes svou náročnost a nákladnost, velice výnosný a díky němu se celá odvětví průmyslu rychle rozvíjela. Podél trati byla současně budována i telegrafní vedení. Do roku 1926 byla společnost formálně soukromá, ale vláda si stále držela velký vliv.
Další tratí v Norsku se rozhodnutím norského Parlamentu z roku 1857 stala 23. června 1862 úzkorozchodná trať Hamar - Grundset. Poté nastal poměrně rychlý rozvoj železnic v celém Norsku, ale hlavně byl směřován do oblasti na jihu v okolí Osla.
Založení NSB v roce 1883

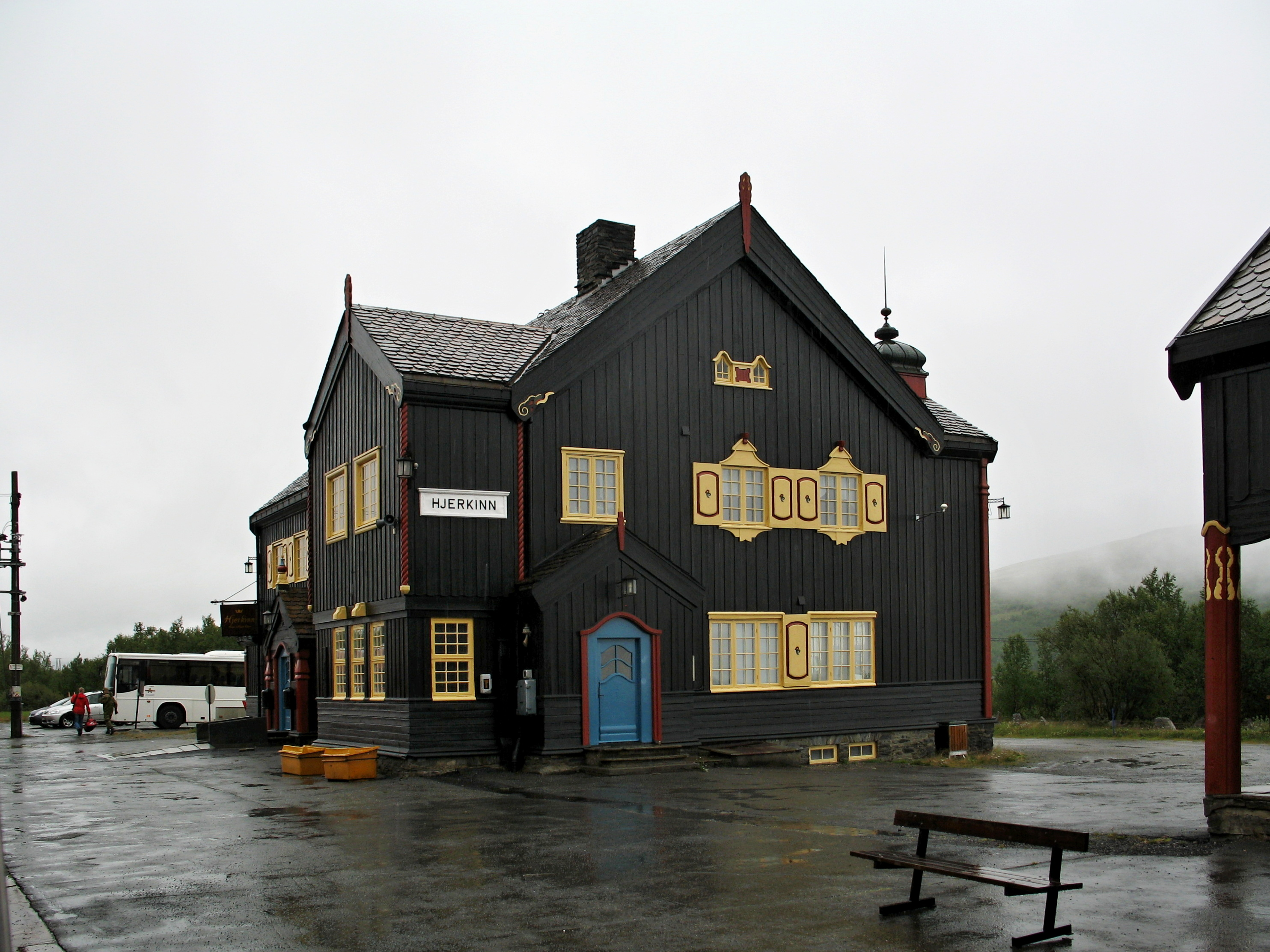
Hjerkinn, nejvýše položená železniční stanice v Norsku. Budova je chráněná jako kulturní památka.

Norské státní dráhy (NSB) byly formálně založeny roku 1883 vládní komisí (Hovedstyrelsen), která byla vytvořena v roce 1857. Státní dráhy byly správně rozděleny do 6 oblastí - Kristiania (Oslo), Drammen, Hamar, Trondheim, Stavanger a Bergen. Pobočky v Kristiansandu, Narviku a Arendalu byly založeny později. Toto dělení vydrželo až do roku 1989.

### Velký rozvoj
V roce 1890 se norský parlament rozhodl kompletně předělat celý projekt železnic v Norsku, který byl po sedm let zcela zastaven. Mnoho tratí bylo zrekonstruováno a Oslo se stalo centrálním bodem celého systému. Hlavní tratě byly dokončeny postupně - trať Bergen 1909, trať Dovre 1921, Severní dráha 1942 a trať Sørland 1944.

### Časové období 1945 – 1970
Po druhé světové válce byl rozvoj tratí téměř zastaven s výjimkou prací na Severní dráze do Bodø. Také se pomalu začaly mnohé tratě elektrizovat.